# Akron Goodyear Wingfoots 1940-1941
La stagione 1940-41 degli Akron Goodyear Wingfoots fu la 4ª nella NBL per la franchigia.
Gli Akron Goodyear Wingfoots arrivarono sesti nella regular season con un record di 11-13, non qualificandosi per i play-off.

## Roster
| N° | Naz.                   | Ruolo | Sportivo        | Anno | Alt. | Peso |
| -- | ---------------------- | ----- | --------------- | ---- | ---- | ---- |
|    | Stati Uniti (bandiera) | GA    | Ben Stephens    | 1916 | 183  | 79   |
|    | Stati Uniti (bandiera) | AC    | Jake Pelkington | 1916 | 198  | 100  |
|    | Stati Uniti (bandiera) | GA    | Gene Anderson   | 1917 | 188  | 86   |
|    | Stati Uniti (bandiera) | G     | Howard Vocke    | 1915 | 183  | 86   |
|    | Stati Uniti (bandiera) | A     | Marv Huffman    | 1917 | 188  | 84   |
|    | Stati Uniti (bandiera) | G     | Jule Rivlin     | 1917 | 180  | 73   |
|    | Stati Uniti (bandiera) | GA    | Jake Nagode     | 1915 | 188  | 77   |
|    | Stati Uniti (bandiera) | AC    | Jim Montgomery  | 1915 | 191  | 86   |
|    | Stati Uniti (bandiera) | C     | Art Anderson    | 1916 | 198  | 86   |
|    | Stati Uniti (bandiera) | G     | Steve Sitko     | 1917 | 183  | 84   |
|    | Stati Uniti (bandiera) | GA    | Bill Lloyd      | 1915 | 188  | 82   |
|    | Stati Uniti (bandiera) | C     | John Wiggers    | 1917 | 206  | 91   |
|    | Stati Uniti (bandiera) | A     | Nick Frascella  | 1914 | 188  | 84   |

## Staff tecnico
- Allenatore: Ray Detrick